# Rodica Frîntu
Rodica Frîntu (1960. március 29. –) olimpiai bronzérmes román evezős.

## Pályafutása
Az 1980-as moszkvai olimpián nyolcasban bronzérmet szerzett társaival: Angelica Aposteanuval, Marlena Zagonival, Florica Bucurral, Rodica Pușcatuval, Ana Iliuțăval, Maria Constantinescuval, Elena Bondarral és Elena Dobrițoiuval.

## Sikerei, díjai
- Olimpiai játékok – nyolcas
  - bronzérmes: 1980, Moszkva